# 1860 (groupe)
Pour les articles homonymes, voir 1860.
1860 est un groupe islandais de rock, actif dans les années 2010.

## Histoire
À l'été 2011, les membres se rendent à New York, aux États-Unis, pour rencontrer le label discographique Gravitation, qui publie entre autres le musicien suédois The Tallest Man on Earth,. L'objectif est de sortir un mini-album sous ce label en 2012,. Cependant, ce mini-album ne sort que le 14 mai 2013.
Le groupe compte deux albums : Sagan sorti en septembre 2011 et Artificial Daylight en 2013. Leurs chansons Snæfellsnes, Orðsending austan et For You Forever ont atteint toutes dans les charts Rás 2, X-inu 977, et Bylgjuni.

## Membres
Bien que le groupe soit assisté par un certain nombre de musiciens, le groupe est également connu pour son agilité à changer d'instrument au milieu d'un concert. Selon le site web du groupe en 2012, les rôles des membres sont les suivants :
- Hlynur Júní Hallgrímsson – chant, mandoline, autres
- Óttar G. Birgisson – guitare acoustique, chant, autres
- Jóhann Rúnar Þorgeirsson – guitare électrique, autres
- Gunnar Jónsson – basse, chant, autres
- Andri Bjartur Jakobsson - batterie, percussions

Parmi les autres instrumentistes qui ont joué avec le groupe figurent Óskar Þormarsson à la batterie, Ingibjörg Andrea Hallgrímsdóttir à la flûte, Helga Þórarins à l'alto, Eyþór Rúnar Eiríksson, Heiður Hallgríms, Jóhannes Þorleiksson et d'autres.

## Distinctions
- Hlustendaverðlaun X-ins 97,7 2012 (Prix d'auditeur 97,7) : Nýliðar ársins (Recrues de l'année)
- Tónlistarverðlaun Íslands 2012 : Bjartasta vonin (Meilleur espoir)[6]